# SønderjyskE Kvindehåndbold
SønderjyskE Kvindehåndbold (bis 2024: SønderjyskE Håndbold) ist die Handballabteilung des dänischen Sportvereins Sønderjysk Elitesport aus Aabenraa in der Region Syddanmark. Ursprünglich gehörte auch eine Herrenhandballmannschaft zur Abteilung; diese trennte sich jedoch 2024 vom Verein.

## Geschichte
Sønderjysk Elitesport ist ein 2004 vollzogene Fusion verschiedener Vereine, darunter auch die Handballvereine TM Tønder (Herren) und Sønderjyske HK (Frauen). TM Tønder trat 2006 wieder aus; HF Sønderborg hat dessen Platz übernommen.
Die Damenmannschaft der Handballabteilung stieg 2005 von der 1. Division in die Toms Ligaen, die höchste dänische Spielklasse, auf. In der kommenden Saison belegte die Mannschaft den letzten Platz in der Toms Ligaen, sodass die Handballerinnen wieder abstiegen. Nachdem viele neue Spielerinnen zur Mannschaft gestoßen waren, kehrte SønderjyskE 2008 wieder in die höchste Spielklasse zurück. Am Saisonende 2010/11 stiegen die Damen in die 1. Division ab. Im Sommer 2012 stieg SønderjyskE zum insgesamt dritten Mal in die höchste Spielklasse auf, in der sich die Mannschaft zwei Spielzeiten halten konnte. Nach einer Saison in der Zweitklassigkeit gelang der Mannschaft der direkte Wiederaufstieg.
Die Herrenmannschaft löste sich 2024 aus dem Projekt und ist seitdem als Sønderjyske Herrehåndbold ein eigenständiger Verein.

## Bekannte ehemalige Spieler
- Casper Ulrich Mortensen
- Rune Ohm
- Anders Zachariassen
- Aaron Mensing
- Noah Gaudin

## Bekannte ehemalige Spielerinnen
- Holly Lam-Moores
- Sanne van Olphen
- Christina Roslyng